# Cruz cubierta de Alcira
La cruz cubierta (en valenciano, creu coberta) es un Bien de interés cultural en el municipio valenciano de Alcira (España), al margen de la carretera CV-42 en dirección al vecino Algemesí. Se trata de una cruz de término de estilo gótico-mudéjar que, de acuerdo a la tradición local, marca el lugar donde falleció el monarca Jaime I de Aragón.

## Historia
La cruz cubierta fue construida entre el siglo XIV o XV, erigida como hito del sitio donde murió Jaime I el 27 de julio de 1276, según la tradición del municipio. Esta mantiene que el rey, herido y consciente del tiempo de vida que le restaba, trató de regresar a Valencia y acabó desplomándose donde en la actualidad se levanta el monumento. De esta forma, la cruz pretendía simbolizar este hecho, aunque los historiadores señalan que tiene escasa o nula vinculación real con el monarca. Aunque los estudiosos no den veracidad a esta versión, la relación con el rey ha convertido a la estructura en un atractivo turístico.

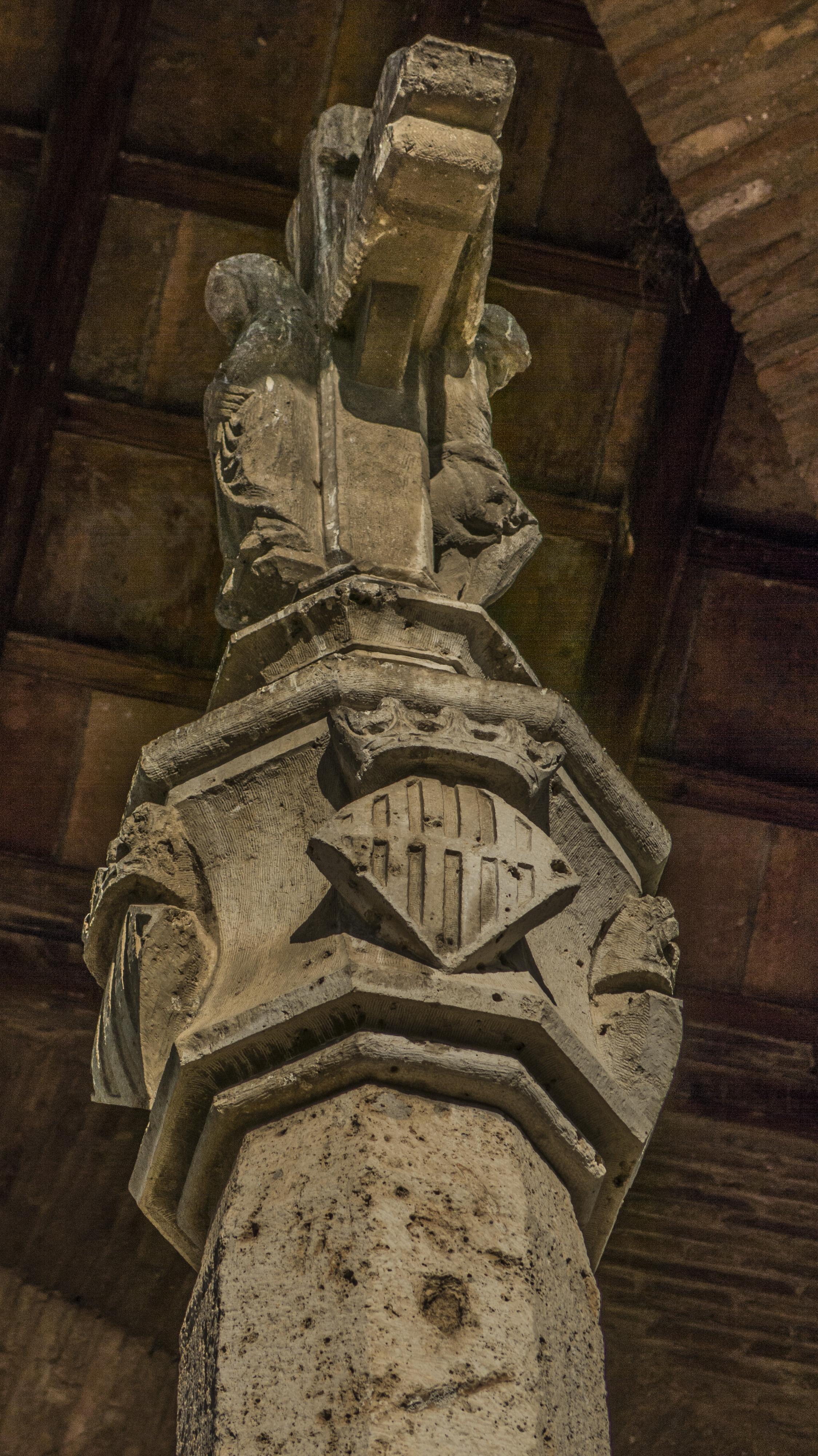
Detalle del escudo en la cruz.

En 1962, en vista del mal estado que mostraba la cruz, el entonces Ministerio de la Vivienda encargó la reconstrucción al arquitecto Francisco Pons Sorolla. Al año siguiente el monumento quedó restaurado —las obras ascendieron a las 250 000 pesetas— y se inauguró el 18 de julio. Hubo varios añadidos, entre ellos el alcantarillado para el desagüe de las precipitaciones y dos escaleras de acceso. Con la construcción de la CV-42, la cruz quedó en la mediana de la vía, por lo que es de difícil acceso. Desde el 10 de mayo de 2002 el monumento está protegido como Bien de interés cultural bajo la administración de la Generalidad Valenciana.

## Descripción
El monumento consiste en una cruz de término, de la que todavía se conservan algunas partes originales de estilo gótico: el basamento de cuatro plataformas circulares, el fuste —donde se encajaba tanto el capitel como la cruz— y el baldaquino formado por cuatro pilastras en sillería, de forma que su disposición diagonal permite el apoyo de los arcos apuntados de ladrillo. Durante la restauración de 1962 se reemplazó el capitel y la cruz, a su vez que se rehabilitó la bóveda y la cubierta de estilo árabe, a cuatro aguas y rematada por un pináculo.